# Politikåret 1946

## Händelser

### Januari
- 5 januari - Kina erkänner slutligen Mongoliet.[1]

### Mars
- 11 mars - Juho Kusti Paasikivi efterträder Carl Gustaf Mannerheim som Finlands president.[2]

### Juni
- 18 juni - Italien blir Republiken Italien.[3]

### Oktober
- 6 oktober - Tillförordnade Östen Undén efterträder avlidne Per Albin Hansson som Sveriges statsminister.[4]
- 11 oktober - Tage Erlander efterträder tillförordnade Östen Undén som Sveriges statsminister.[4]
- 27 oktober - Frankrike antar en ny konstitution.[5]

## Val och folkomröstningar
- 30 juni – Alltingsval på Island.
- 8 november – Lagtingsval på Färöarna.
- Okänt datum – Presidentval i Finland.

## Organisationshändelser
- Erich Honecker blir ledare för Freie Deutsche Jugend

## Födda
- 28 mars – Alejandro Toledo, Perus president 2001–2006,
- 15 maj - Maj-Inger Klingvall, svensk socialdemokratisk politiker.
- 17 juni – Eduardo Camaño, Argentinas president 2001–2002.
- 25 juni - Lennart Daléus, ledare för centerpartiet 1998-2001.
- 1 juli – Mireya Elisa Moscoso, Panamas president 1999–2004.
- 6 juli – George W. Bush, USA:s president 2001–2009.
- 11 augusti – Óscar Berger, Guatemalas president 2004–2008.
- 19 augusti – Bill Clinton, USA:s president 1993–2001.
- 29 augusti - Dimitris Christofias, Cyperns president 2008–2013.

## Avlidna
- 3 februari – Carl Theodor Zahle, Danmarks konseljpresident 1909–1910 och 1913–1918 samt Danmarks statsminister 1918–1920.
- 7 juli – Federico Laredo Brú, Kubas president 1936–1940.
- 2 oktober – Ignacy Mościcki, Polens president 1926–1939.
- 6 oktober - Per Albin Hansson, Sveriges statsminister 1932–19 juni 1936 och 28 september 1936–1946.

### Fotnoter
1. ↑  ”Mongolia” (på engelska). World Statesmen. http://worldstatesmen.org/Mongolia.htm. Läst 9 november 2012.
2. ↑  ”Finland” (på engelska). World Statesmen. http://www.worldstatesmen.org/Finland.html. Läst 7 november 2012.
3. ↑  ”Italy” (på engelska). World Statesmen. http://worldstatesmen.org/Italy.htm. Läst 9 november 2012.
4. 1 2  ”Sweden” (på engelska). World Statesmen. http://www.worldstatesmen.org/Sweden.html. Läst 24 september 2012.
5. ↑  ”Constitution du 27 Octobre 1946” (på franska). Turins universitet. http://www.dircost.unito.it/cs/docs/francia1946fr.htm. Läst 22 november 2012.